# 坦吉帕霍阿
坦吉帕霍阿（英語：Tangipahoa）是美国路易斯安那州下属的一座村镇。根据2010年美国人口普查，该市有人口748人。建制上，属于“village”。